# Jaltenco
Jaltenco là một đô thị thuộc bang México, México. Năm 2005, dân số của đô thị này là 26359 người.